# Sphex rufinervis
Sphex rufinervis là một loài côn trùng cánh màng trong họ Sphecidae, thuộc chi Sphex. Loài này được P�rez miêu tả khoa học đầu tiên năm 1985.